# マルティン・コッホ
マルティン・コッホ（Martin Koch、1982年1月22日 - ）は、オーストリア、ケルンテン州フィラッハ出身の元スキージャンプ選手、ジャンプ解説者。父フリッツ(Fritz Koch)は1976年インスブルックオリンピックノルディック複合代表、伯父は元スキージャンプ選手のアルミン・コグラー。

## プロフィール
1998年12月に16歳でスキージャンプ・ワールドカップにデビュー、このシーズンのノルディックスキージュニア世界選手権で団体金メダルを獲得する。ジュニア世界選手権では翌年も団体連覇した。
2001-2002シーズンは初めて表彰台に上がるなど総合8位、オリンピック代表にも選ばれた。ソルトレイクシティオリンピックではノーマルヒル14位、ラージヒル8位の成績を残した。
4年後のトリノオリンピックでは団体戦金メダルを獲得した。
2008年のスキーフライング世界選手権では個人銀メダル、団体金メダルと2個のメダルを獲得。2009年ノルディックスキー世界選手権では団体戦で金メダルを獲得した。
2010年バンクーバーオリンピックは代表チームに入ったものの厚い選手層に阻まれて出場出来なかったが、スキーフライング世界選手権団体では2大会連続の金メダルを獲得、ワールドカップ総合8位となった。
2011年1月8日のフライング（ハラコフ）でワールドカップ初勝利、2月5日のフライング（オーベルストドルフ）で2勝目をあげた。
2011年ノルディックスキー世界選手権ではノーマルヒル個人21位、ラージヒル個人8位、団体2種目金メダル獲得。ワールドカップ総合では自己最高位の6位となった。
2011-12シーズンは自己最高の3勝（そのうち2勝はフライング）をあげ総合12位となった。また、スキーフライング世界選手権では個人銅メダル、団体金メダルと2つのメダルを獲得した。
2013-14シーズンをもって現役を引退することになった。
2014-15シーズンからはORFのワールドカップ中継でアンドレアス・ゴルトベルガーと共に解説を担当しており、試合によってはゴルトベルガーに代わって、ヘルメットにハンディカメラとマイクを搭載して解説しながらのジャンプを披露している。